# Милена Миња Богавац
Милена Миња Богавац (Београд, 9. фебруар 1982) српска је списатељица, драматург, позоришна редитељка и слем песникиња.

## Биографија
Дипломирала је на катедри за драматургију на Факултету драмских уметности у Београду. Афирмисала се као део нове генерације писаца, окупљених око пројекта Нова драма. Њени драмски текстови извођени су у српским и европским позориштима, превођени и уврштени у неколико антологија савремене драме.
Од 1999. године, са редитељком Јеленом Богавац и аудио-визуелним уметником Игором Марковићем води позоришну трупу Драма ментал студио (ДМС). Сарађује са бројним организацијама и институцијама културе, међу којима су БИТЕФ, Центар Е8, Рефлектор театар, Теорија која хода, Пер. Арт и другим.
Пише и изводи слем поезију. Објавила је збирке песама Економско пропагандна поезија (2005) и Мој слем је дужи од твог (2011), као и романе Историја срца (2012) и Љубав се носи у три (2016).
Са редитељем Војиславом Арсићем, од 2010. године развија позоришни метод колективног ауторства позориште као омладински рад. Води радионице засноване на употреби драмских техника у образовању, радионице за развој драмског текста и радионице слем поезије.
Од 2016. године чланица је Управног одбора Битефа. На место в.д. директорке Шабачког позоришта именована је 2018. године.

## Награде
Добитница је бројних награда међу којима су најзначајније Стеријина награда за најбољи савремени драмски текст (за драму Јами дистрикт, 2018. године), награда Борислав Михајловић Михиз за драмско стваралаштво и награда Јосип Кулунџић за изузетан успех у области позоришта. Са сарадником Војиславом Арсићем добитник је награде “Анђелка Милић” за креативни подухват из свих подручја стваралаштва који користи сазнања из области феминистичке теорије и истраживања.
Коауторка је сценарија за филм Поред мене који је 2016. године добио награду за најбољи сценарио на Фестивалу филмског сценарија у Врњачкој Бањи.

## Драме
- Драги тата
- Црвена: самоубиство нације
- Gamma cas
- Бајка о електрицитету
- Пипи Дугочарапић
- 3,4... сад!
- Пола-пола
- North Force
- Тџ или прва тројка
- Бајпас Србија
- Јами дистрикт
- Смрт фашизму! О Рибарима и Слободи